# بدخشان (أوزبكستان)
بدخشان هي بلدة في مقاطعة قمشي في ولاية قشقداريا في أوزبكستان.